# Bierzo (vi)
La D.O Bierzo és una denominació d'origen dels vins produïts a la comarca del mateix nom, situada al nord-oest de la província de Lleó, concretament a la vall del riu Sil. La seu principal n'és el municipi de Cacabelos.

## Història
Diverses fonts informen de l'existència del conreu de la vinya a la comarca des de fa gairebé dos mil anys, quan la civilització romana va impulsar-hi l'agricultura, sent la vinya un nou conreu en aquella època. El període de major expansió dels conreus va estar l'edat mitjana per part dels monestirs, sobretot els cistercencs, els quals feien del vi un element bàsic de culte i d'alimentació. Al llarg d'aquest temps, els vins van anar assolint cert renom als mercats gallec i asturià fins l'arribada del segle xix, quan la fil·loxera va fer malbé els conreus, provocant la migració d'un gran nombre de persones. La producció es va restablir a mitjans del segle xx a causa de la implantació d'empelts de vinyes americanes, la qual cosa va fer que l'economia de la zona es recuperés. Als anys seixanta va sorgir el moviment cooperatiu que és determinant des d'aquesta dècada fins a l'època actual en la producció dels vins. El 1989 va obtenir la denominació d'origen.

## L'entorn
El Bierzo és una comarca de la Província de Lleó, zona de tradició minera i industrial. Es tracta d'una rica i fèrtil plana que posseeix característiques pròpies pel que fa a sòl i clima en estar envoltada de muntanyes que la protegeixen del vent humit i fred de l'Atlàntic. Els sòls, de pissarra, també posseeixen granit i sorra. Són humits i fèrtils i la seva altitud oscil·la entre els 450 i els 1000 metres sobre el nivell de la mar.
Disposa d'un microclima suau que està exempt tant dels rigors de l'altiplà, com de les humitats gallegues. De fet la pluviometria mitjana anual no arriba als 730 mm. i la temperatura mitjana és de 12,3 ° C.

## Varietats de raïm
- Varietats Blanques: Moza Blanca, Godello, Palomino, Malvasia.
- Varietats Negres:

Autoritzades:
Mencía, Garnatxa negra
Experimentals:
Ull de Llebre, Merlot, Cabernet Sauvignon.